# سیات آلتئا
سئات آلتئا (SEAT Altea) خودرویی است که از سال ۲۰۰۴ تا کنون تولید شده‌است.
این خودرو در کلاس کامپکت ام‌پی‌وی قرار گرفته، طراحی آن موتور جلو، خودرو محور جلو بوده طول آن در حالت طبیعی ۴٬۲۸۰ میلیمتر (۱۶۸٫۵ اینچ) و عرض آن در حالت طبیعی ۱٬۷۷۰ میلیمتر (۶۹٫۷ اینچ) و ارتفاع آن در حالت طبیعی ۱٬۵۶۰ میلیمتر (۶۱٫۴ اینچ) است. سیستم جعبه‌دندهٔ آن ۷ دنده به دو صورت خودکار و دستی است.

## نگارخانه

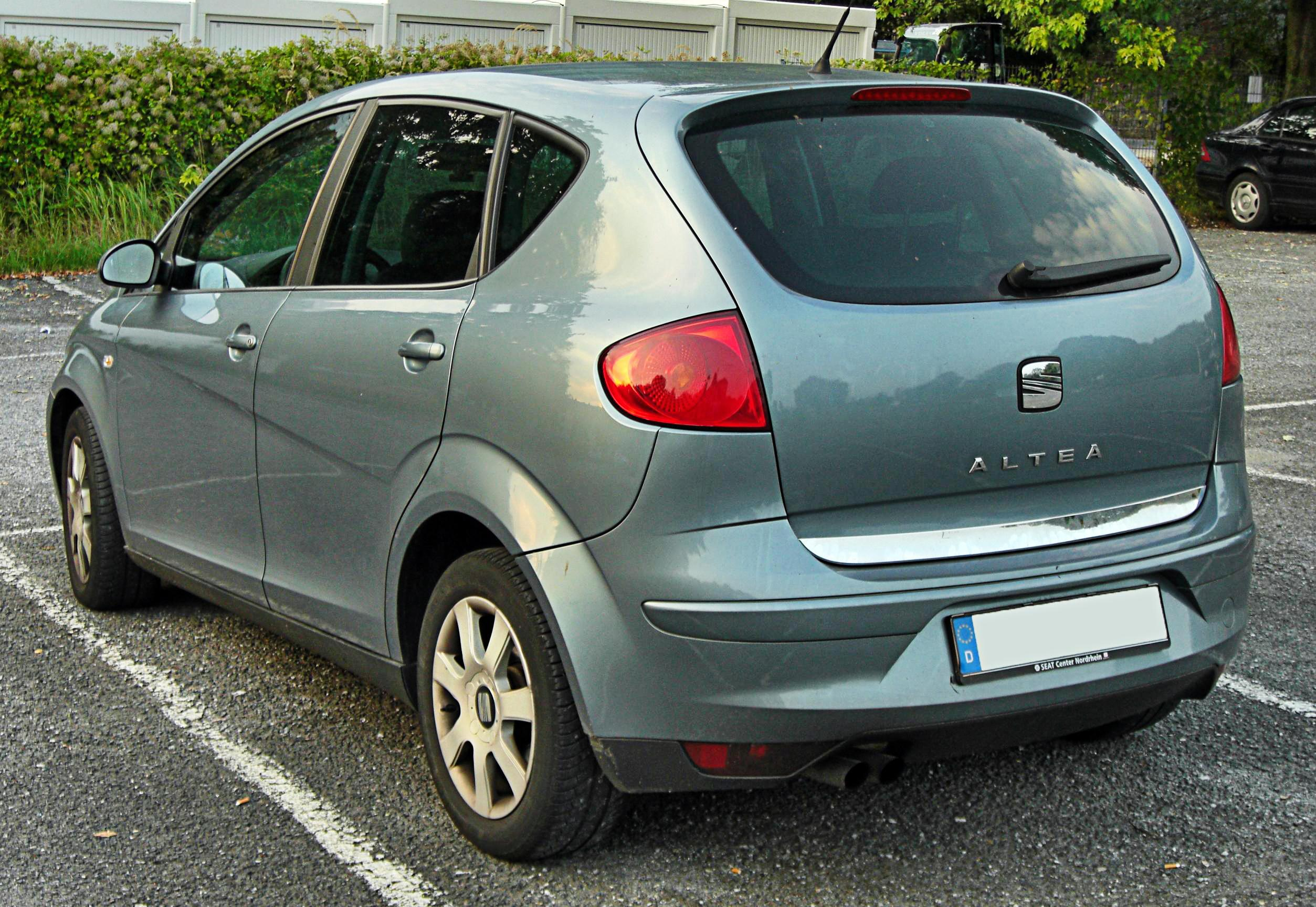
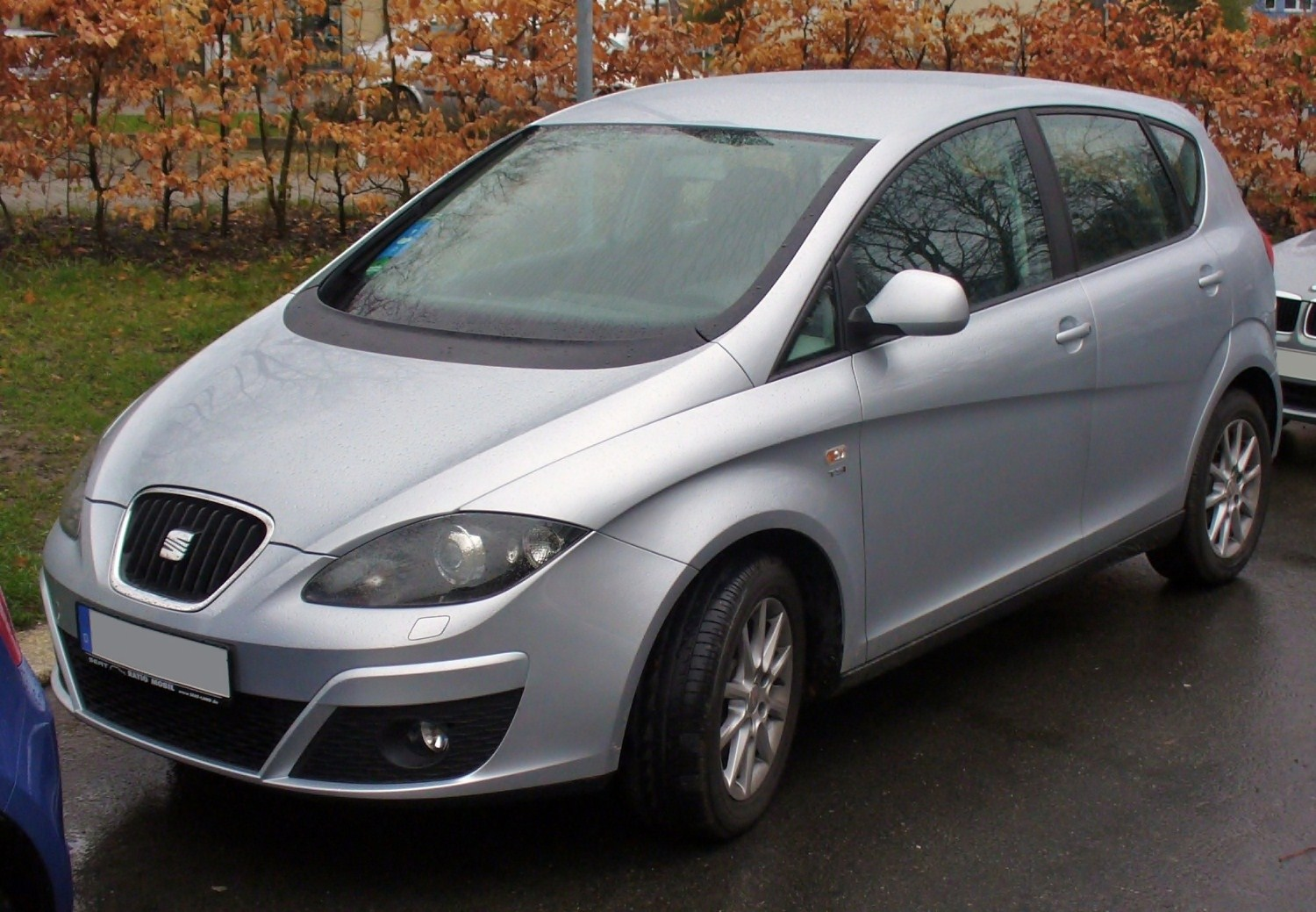
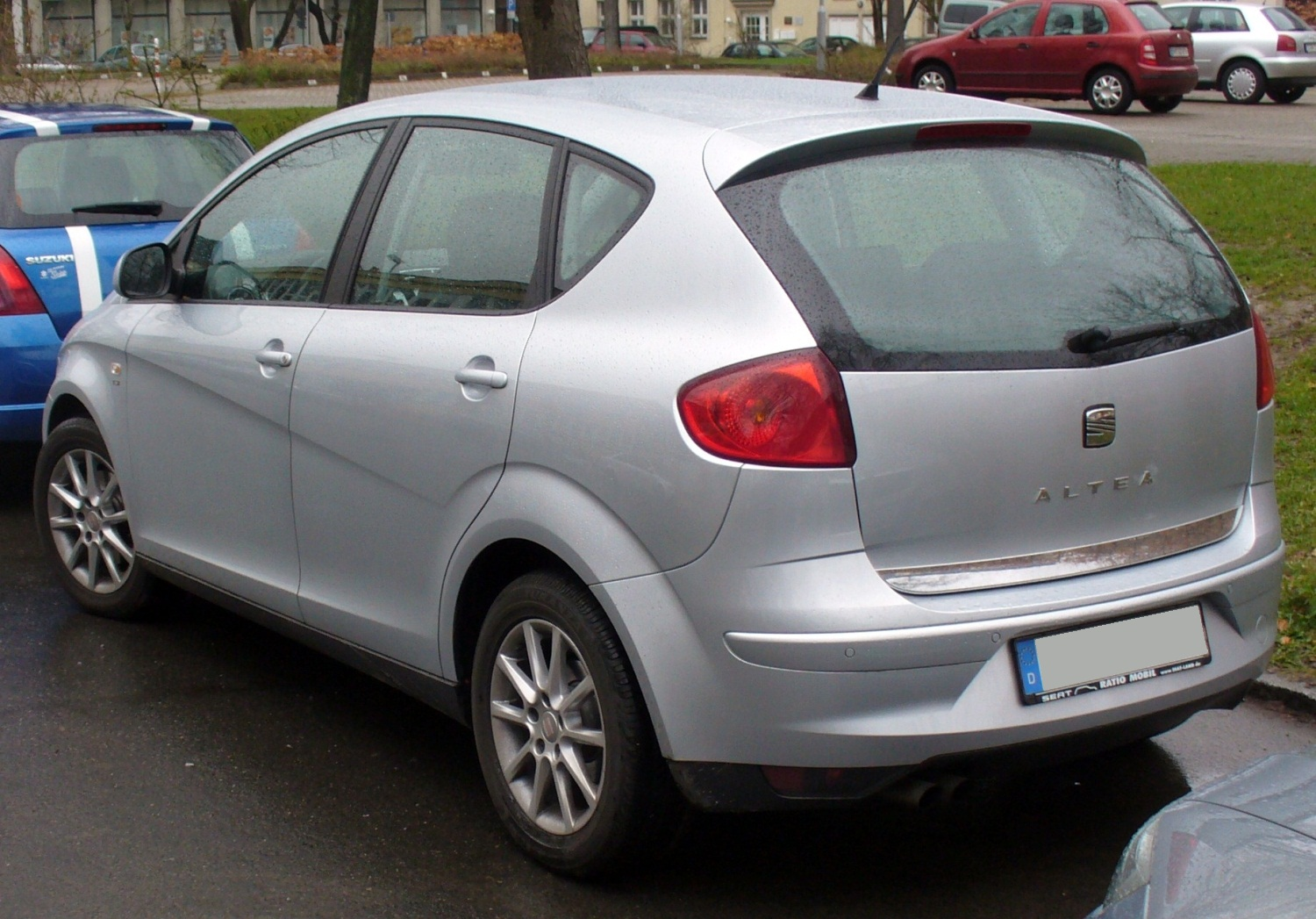